# Ruby, Don't Take Your Love to Town
"Ruby, Don't Take Your Love to Town" é uma canção escrita por Mel Tillis sobre um veterano paralisado de uma "guerra asiática louca" (dado o tempo de seu lançamento, amplamente assumido - mas nunca explicitamente declarado - como a Guerra do Vietnã) que deita-se impotente na cama ou senta-se impotente na cadeira de rodas enquanto sua esposa "se pinta" para sair à noite sem ele; ele acredita que ela está procurando um amante e, quando ouve a porta bater atrás dela, pede que ela reconsidere. A música ficou famosa por Kenny Rogers e The First Edition em 1969. "Ruby" foi gravado originalmente por Waylon Jennings em 1966. Johnny Darrell alcançou a posição número nove nas parada Billboard Hot Country Singles em 1967.  

## A versão do The First Edition
Em 1969, após o sucesso de Kenny Rogers and The First Edition, os sucessos "Just Dropped In (To See What Condition My Condition Was In" e "But You Know I Love You", Rogers queria levar seu grupo mais a sério uma direção de música country. Eles gravaram sua versão da música, com Rogers cantando a música principal, em uma única tomada. O registro foi um grande sucesso para eles, alcançando o número 1 na parada do New Musical Express do Reino Unido (embora seja o número 2 na parada de singles oficial do Reino Unido), permanecendo no top 20 por 15 semanas e vendendo mais de um milhão de cópias até o final de 1970. Nos Estados Unidos, alcançou o número seis na Billboard Hot 100 e o número 39 na tabela de country.
Em 1977, agora tocando solo depois que o First Edition terminou, no início de 1976, Rogers fez regravações dessa canção e de vários outros hits do First Edition, para o seu pacote de maiores sucessos de 1977, Ten Years of Gold. (Mais tarde, foi lançado no Reino Unido como The Kenny Rogers Singles Album). Ten Years of Gold liderou as paradas de country dos EUA sob esse título e, como The Kenny Rogers Singles Album, teve o mesmo sucesso no Reino Unido.

## Outras versões
A música foi gravada várias vezes por vários artistas. Os Statler Brothers regravaram em seu álbum de 1967, Big Country Hits. Outros artistas que gravaram versões incluem Bobby Bare, Dale Hawkins, Waylon Jennings, George Jones, Jerry Reed, Roger Miller, Cake, The Killers, Sort Sol, Leonard Nimoy e a banda alemã Wolfsheim. 
Várias versões em língua estrangeira foram gravadas: a cantora grega Nana Mouskouri gravou uma versão francesa intitulada "Ruby, garde ton cœur ici" para seu álbum de 1970, Dans le soleil et dans le vent; Gerhard Wendland gravou uma versão alemã "Ruby, schau einmal über'n Zaun" em 1970; Pavel Bobek, cantor country tcheco, gravou "Oh Ruby, nechtěj mi lásku brát" em 1981; a versão em inglês de Gary Holton e Casino Steel foi o hit número um na Noruega no início de 1982. O cantor francês Eddy Mitchell gravou uma versão francesa intitulada "Ruby tu reviens au pays" para seu álbum de 1974, Rocking in Nashville. 

## Música de resposta
Uma música de resposta para "Ruby", intitulada "Billy, eu tenho que ir à cidade", foi lançada em 1969 por Geraldine Stevens, que já havia gravado com sucesso sob o nome de Dodie Stevens. Cantada na mesma melodia com um arranjo bastante semelhante à versão do First Edition, "Billy" alcançou o número 117 pop, número 57 na parada country. Atingiu o número 83 no Canadá. Na música de Stevens, Ruby afirma seu amor pelo marido deficiente, que é chamado "Billy" em sua música, enquanto em "Ruby", ele não é nomeado. Ela pede, por sua vez, que seu homem tenha fé em sua fidelidade e em seu compromisso com ele, mesmo em sua condição paralisada. 
Em 1972, Bobby Womack lançou o álbum Understanding, que incluiu a música "Ruby Dean". A letra e a melodia são semelhantes a "Ruby, Don't Take Your Love to Town", mas a história é contada da perspectiva do filho de Ruby. O filho pede que sua mãe respeite seu pai e pare de ver outros homens. Na música original, nenhum filho entre o casal é mencionado. 

## Vídeo de música
Um videoclipe consistindo apenas de uma câmera panorâmica em um quarto foi mostrado no final de um Relatório Huntley-Brinkley em 1969. Chet Huntley montou o vídeo vinculando-o à controversa Guerra do Vietnã e aos sacrifícios dos militares americanos e de suas famílias. Chet Huntley e David Brinkley fizeram uma pausa após o vídeo e depois terminaram da maneira habitual.